# Brad Williams
Brad Williams (nacido el 13 de enero de 1984) es un actor y comediante estadounidense que ha aparecido en numerosas películas y programas de televisión. Nació con acondroplasia.

## Primeros años
Williams nació con acondroplasia, un tipo de enanismo. Su condición juega un papel importante tanto en sus papeles de comedia como en televisión. Estudió en Sunny Hills High School en Fullerton, California y, después de graduarse, asistió a la Universidad del Sur de California, pero abandonó sus estudios para seguir su carrera de actor y comediante.

## Carrera de comedia
Williams comenzó asistiendo a un espectáculo de comedia en vivo de Carlos Mencia. Mientras estaba entre la multitud, Mencia hacía bromas sobre los enanos. Las personas sentadas cerca de Williams tenían miedo de reír. Mencia notó esto, luego notó a Williams y le pidió que lo acompañara en el escenario. Williams hizo algunos chistes e impresionó a Mencia. Luego, Mencia le pidió a Williams que probara el stand-up y fuera su telonero en la gira. Williams ha sido el acto de apertura de Mencia en múltiples giras, abriendo espectáculos tanto en la gira Mind of Mencia como en la popular gira Punisher.
En 2022, Williams fue contratado como cómico principal del espectáculo Mad Apple del Cirque du Soleil de Las Vegas.

## Apariciones en televisión
Williams apareció en Mind of Mencia, desempeñando varios papeles, incluido el de un líder de un equipo de baloncesto exclusivamente enano, uniéndose a Mencia en una feria renacentista y dando un discurso sobre su odio por los podios. Para el Día de San Patricio de 2008, Brad, vestido como leprechaun, hizo una aparición en The Tonight Show with Jay Leno. Para Halloween de 2008, Brad se vistió como el personaje de Child's Play, Chucky, para una parodia en Jimmy Kimmel Live!.

## Stand-up
En abril de 2011, Williams lanzó su primer álbum de comedia de larga duración llamado Coming Up Short.
El 14 de abril de 2014, Williams comenzó a presentar el podcast About Last Night con el comediante y actor Adam Ray.
Williams tuvo su primer especial de comedia de una hora, Brad Williams: Fun Size, el 8 de mayo de 2015, en Showtime. Su segundo especial de comedia de una hora, Brad Williams: Daddy Issues, se emitió el 20 de mayo de 2016 en Showtime.
Williams era un invitado frecuente y "amigo del programa" de The Kevin and Bean Show, transmitido las mañanas de lunes a viernes en KROQ 106.7FM, Los Ángeles, California. Apareció en el show de comedia "April Foolishness" de Kevin and Bean en 2012, 2013 y 2015 junto a comediantes como Bob Saget, Jay Mohr, Jim Jeffries, Bill Burr y Eddie Izzard.

## Vida personal
Williams ha sido confundido con Jason "Wee Man" Acuña de Jackass debido a su apariencia similar.
Williams también ha sido confundido con el luchador profesional Dylan "Hornswoggle" Postl.
En 2014, Williams hizo comentarios en el podcast Getting Doug with High durante los cuales admitió y describió haber cometido violación mediante engaño. Posteriormente, el episodio fue eliminado, aunque clips del episodio reaparecieron en YouTube en 2019, lo que provocó una discusión en las redes sociales sobre el consentimiento y críticas generalizadas a las acciones de Williams. El 14 de enero de 2020, Williams tuiteó una disculpa en Twitter donde afirmó que la historia fue inventada y pretendía ser una broma.
En 2017, Williams se casó con la instructora de Tae Kwon Do Jasmine Gong. En enero de 2020, la pareja tuvo una hija, que también es enana acondroplásica.

## Discografía
| Year | Title           | Notes                         |
| ---- | --------------- | ----------------------------- |
| 2011 | Coming Up Short | Álbum debut de larga duración |
| 2013 | Hi Ho           |                               |
| 2015 | Fun Size        | También especial de comedia   |
| 2016 | Daddy Issues    | También especial de comedia   |

## Filmografía

### Televisión
| Year    | Title                                            | Role                                 | Notes                                                    |
| ------- | ------------------------------------------------ | ------------------------------------ | -------------------------------------------------------- |
| 2003    | The Restaurant                                   | Él mismo                             | 1 episodio                                               |
| 2005–07 | Mind of Mencia                                   | Varios papeles                       | 21 episodios                                             |
| 2008    | Live at Gotham                                   | Él mismo                             |                                                          |
| 2008    | The Tonight Show with Jay Leno                   | Leprechaun                           |                                                          |
| 2009    | Jimmy Kimmel Live!                               | New Jersey Net / Mini Cowboy         |                                                          |
| 2010–12 | Pit Boss                                         | Él mismo                             | 12 episodios                                             |
| 2011    | Video Game Reunion                               | Little Nemo                          |                                                          |
| 2012    | A Guy Walks Into a Bar                           | Jason                                | Episodio: "Magic Apples"                                 |
| 2012    | The Naughty Show                                 | Él mismo                             |                                                          |
| 2012–15 | The Playboy Morning Show                         | Él mismo                             | 7 episodios                                              |
| 2012–17 | Laugh Factory                                    | Él mismo                             | Episodios: "Brad Williams: Sex Video Game" / "My Urinal" |
| 2013–14 | Legit                                            | Él mismo                             | 3 episodios: "Bag Lady", "Intervention", "Sober"         |
| 2013    | Making Yogurt with Brady Matthews                | Él mismo                             |                                                          |
| 2013    | Dom Irrera Live                                  | Él mismo                             |                                                          |
| 2013    | Sam & Cat                                        | Hector                               | Episodio: "#MotorcycleMystery"                           |
| 2014    | Legit                                            | Brad                                 | Episodio: "Honesty"                                      |
| 2014    | Comedy Underground with Dave Attell              | Él mismo                             |                                                          |
| 2015    | Kamikaze Comedy                                  | Él mismo                             | Episodio: "The One Where the Guys Comedy Bomb the Hood"  |
| 2015    | Brad Williams: Fun Size                          | Él mismo                             | Especial de comedia debut                                |
| 2015    | Absolutely Jason Stuart                          | Él mismo                             | Episodios: "Brad Williams" / "Brad Williams II"          |
| 2015    | Why? With Hannibal Buress                        | Él mismo                             | Episodio: "Get the F Out of Here"                        |
| 2015    | Best in Sex: 2015 AVN Awards                     | Actor del primer segmento de comedia | Especial de televisión                                   |
| 2015–16 | Deadbeat                                         | Tyson                                | 7 episodios                                              |
| 2016    | Court Ordered                                    | Corbin                               | Episodio: "Pilot"                                        |
| 2016    | Brad Williams: Daddy Issues                      | Él mismo                             | Especial de comedia                                      |
| 2017    | Return of the Mac                                | Steve                                | Episodio: "Celebrity Tantrum"                            |
| 2017    | What's Your F@#King Deal?!                       | Él mismo                             | Episodio: "Brad Williams, Nick Vatterott and Godfrey"    |
| 2017    | The Nasty Show Volume II Hosted by Brad Williams | Él mismo                             | Película de televisión / Presentador                     |
| 2018    | This Is Not Happening                            | Él mismo                             | Episodio: "Famous" / Escritor (1 episodio)               |
| 2018    | The Degenerates                                  | Él mismo                             | Serie de Netflix; episodio: "Brad Williams"              |
| 2018-19 | Laff Mobb's Laff Tracks                          | Él mismo                             | 2 episodios                                              |

### Películas
| Year | Title                            | Role                    | Notes                             |
| ---- | -------------------------------- | ----------------------- | --------------------------------- |
| 2003 | El matador                       | Little Actor #5         |                                   |
| 2006 | Life is Short                    | Gary                    | Cortometraje                      |
| 2010 | Rageous                          | Él mismo                | Película de televisión            |
| 2011 | Team Apparition                  | Little Person Ghost     |                                   |
| 2011 | Geezas                           | Little Carlos           |                                   |
| 2011 | Balls to the Wall                | Trevor                  |                                   |
| 2011 | Hollywood Sex Wars               | Onch                    |                                   |
| 2012 | Hercules Saves Christmas         | Elf Joseph              |                                   |
| 2015 | Road Hard                        | Él mismo                |                                   |
| 2016 | Mascots                          | Ron "The Worm" Trippman |                                   |
| 2016 | Everybody Has an Andy Dick Story | Él mismo                | Película documental de televisión |
| 2017 | Little Evil                      | Gozamel                 |                                   |
| 2017 | Poop Talk                        | Él mismo                | Documental                        |